# Louis Guilloux

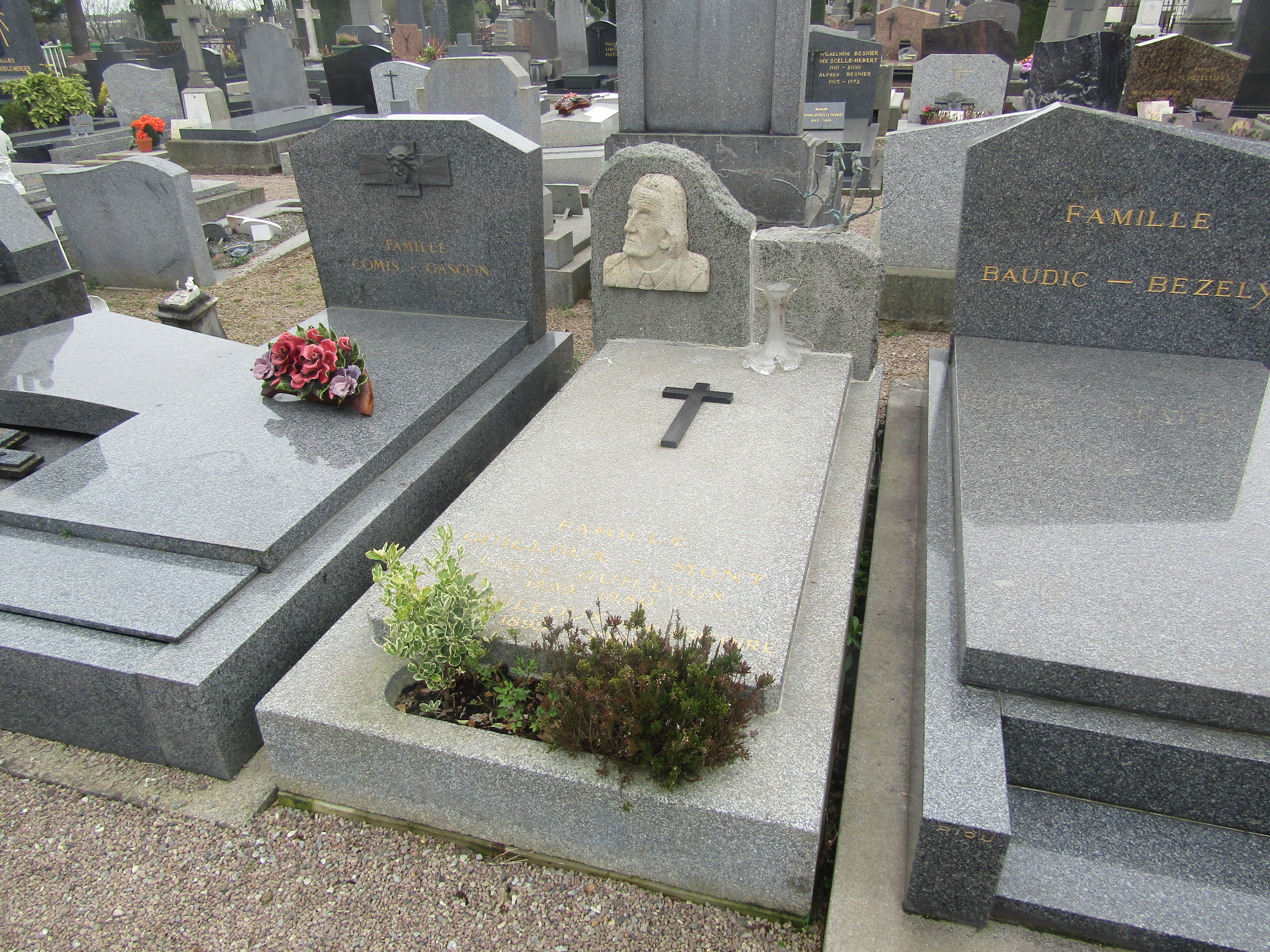
Graf op het Cimetière Saint-Michel in Saint-Brieuc

Louis François Marie Guilloux (Saint-Brieuc, 15 januari 1899 - aldaar, 14 oktober 1980) was een Frans schrijver.
Guilloux werd geboren in een arbeidersgezin; zijn vader militeerde voor de socialistische vakbond. Een bepalende figuur in zijn ontwikkeling als schrijver was de filosoof Georges Palante. Zijn roman Le Sang noir werd opgemerkt door André Malraux, die een vriend werd. De geëngageerde en antifascistische Guilloux onderhield ook vriendschapsbanden met Jean Grenier, Albert Camus, Jean Guéhenno en André Gide. Met die laatste reisde hij in 1936 naar de Sovjet-Unie. In 1935 was hij secretaris op het Congrès mondial des Écrivains antifascistes in Parijs. Daarna trok hij zich terug in zijn geboortestad. Hij was niet actief in de partijpolitiek maar bleef wel actief in de linkse beweging. Hij zette zich in voor de steun aan werklozen en gevluchte Spaanse republikeinen.